# Geschützter Landschaftsbestandteil Gehölze-Hecken-Biotopverbund
Der Geschützte Landschaftsbestandteil Gehölze-Hecken-Biotopverbund mit 3,66 ha Flächengröße liegt westlich vom Weiler Albringen im Stadtgebiet von Arnsberg im Hochsauerlandkreis. Die Fläche wurde 1998 mit dem Landschaftsplan Arnsberg durch den Kreistag des Hochsauerlandkreises als Geschützter Landschaftsbestandteil (LB) ausgewiesen. Bei der Ausweisung 1998 hatte das Schutzgebiet den Namen LB Feldgehölz und Heckenkomplex und eine Flächengröße von 3,52 ha. 2021 wurde das LB bei der Neuaufstellung des Landschaftsplans vergrößert und mit neuem Namen erneut ausgewiesen.

## Beschreibung
Der LB besteht aus zwei Teilflächen. Bei westlichen Teilfläche, die im Westen bis zur Kreisgrenze geht, handelt es sich um einen Buchenaltbestand. Bei der östlichen Teilfläche handelt es sich um einen Gebüschbereich.
Der Landschaftsplan führte 1998 zum Wert des LB aus: „Das gut ausgebildete kleine Buchen-Altholz hat mit seiner hohen strukturellen Vielfalt lokale Bedeutung u. a. für Greifvögel. Auf der Fläche horstet eine gefährdete Art. Der Hecken- und Gebüschkomplex im Norden der Fläche hat Bedeutung als Lebensraum für Gebüschbrüter und zur Gliederung des Landschaftsbildes.“
Der Landschaftsplan führte 1921 bei der Neuaufstellung zum Wert des LB aus: „Das gut ausgebildete kleine Laub-Altholz im Süden hat mit seiner hohen strukturellen Vielfalt v. a. einen hohen avifaunistischen Wert. Der Gebüschkomplex im Norden der Fläche hat Bedeutung in seiner Wirkung bei der Belebung und Gliederung des Landschaftsbildes in der Nähe des Wohnplatzes.“

## Schutzgrund, Verbote und Gebote
Der Geschützte Landschaftsbestandteile haben laut Landschaftsplan eine besondere Funktion für die Gliederung und Belebung des Landschaftsbildes bzw. des umgebenden Offenlandes. Es kommt solchen Objekten in der Regel eine erhöhte Bedeutung als Bruthabitat für Hecken- und Gebüschbrüter zu. Laut Landschaftsplan sind Geschützte Landschaftsbestandteile im Plangebiet durch seinen eigenständigen Charakter deutlich von der sie umgebenden „normalen“ Wald- und Feld-Landschaft zu unterscheiden.
Wie bei allen LB ist es verboten diese zu beschädigen, auszureißen, auszugraben oder Teile davon abzutrennen oder auf andere Weise in seinem Wachstum oder Erscheinungsbild zu beeinträchtigen. Unberührt ist jedoch die ordnungsgemäße Pflege eines LB.
Das LB soll laut Landschaftsplan „durch geeignete Pflegemaßnahmen erhalten werden, solange der dafür erforderliche Aufwand in Abwägung mit ihrer jeweiligen Bedeutung für Natur und Landschaft gerechtfertigt ist.“